# Dan Artimon
Dan-Cătălin Artimon (n. 17 iunie 1966, Arad, România) este un politician român, ales în 2024 deputat din partea partidului Alianța pentru Unirea Românilor (AUR). 

## Tinerețe și educație
Dan-Cătălin Artimon s-a născut pe 17 iunie 1966, la Arad, municipiu din județul Arad, în Republica Socialistă România. A studiat politica și psihologia.

## Carieră politică
Din 2005 până cel puțin în 2010, a fost președinte al asociației nonguvernamentale Arad-ID, afirmând la Adevărul: „Civismul, implicarea în viața și evoluția orașului sunt probleme care vin din interiorul fiecărei persoane, sunt lucruri intime și poate tocmai de aceea este greu să vorbești public despre ele sau să dai explicații pentru ele”.
Înainte de a deveni deputat, Artimon a fost consilier județean în cadrul Consiliului Județean Arad, fiind ales la alegerile locale din 2024 din 9 iunie.

### Legislatura I (2024–prezent)

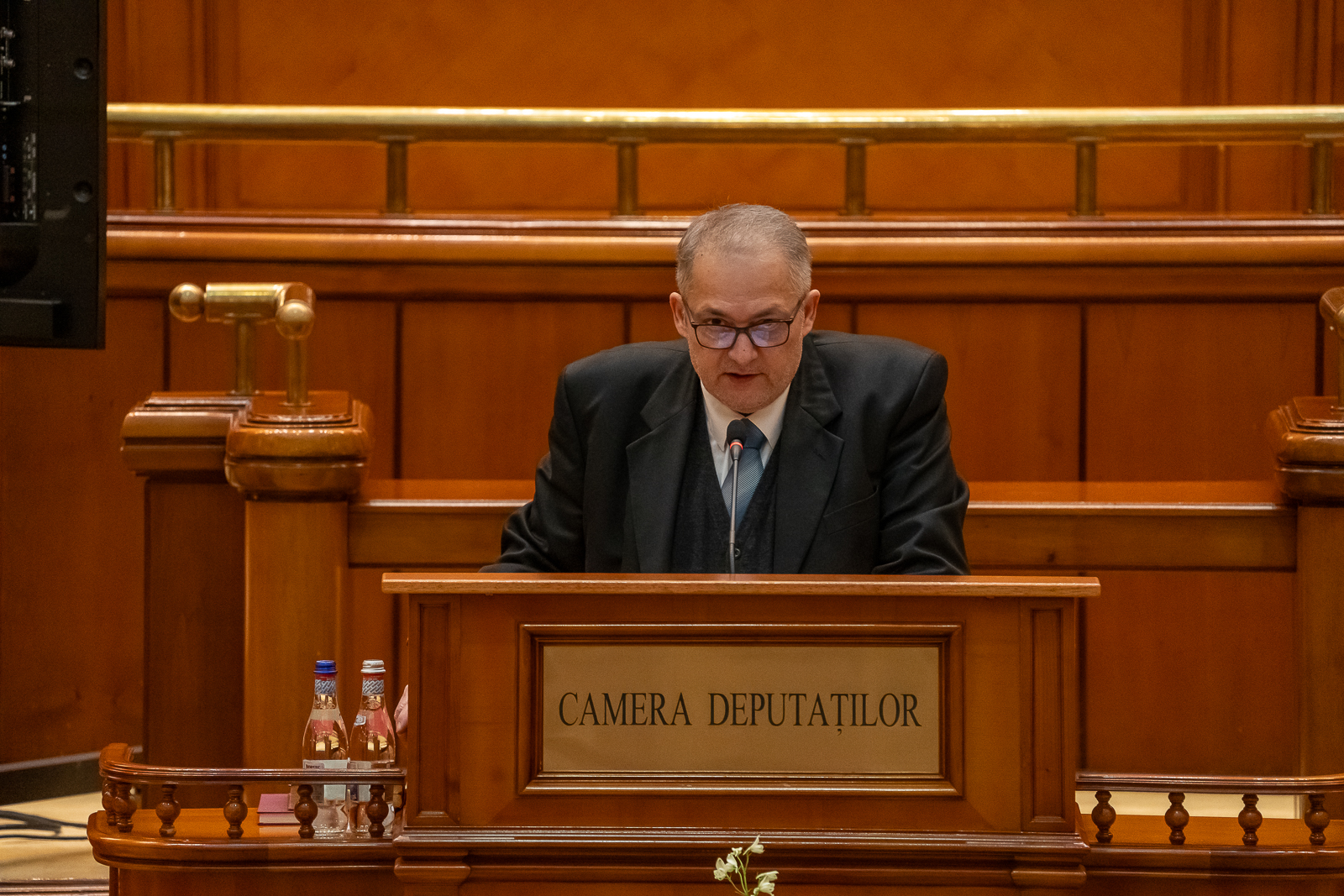
Artimon depunând jurământul, 21 decembrie 2024

A fost ales deputat în circumscripția Arad, din partea Alianța pentru Unirea Românilor la alegerile parlamentare din 1 decembrie 2024, preluând mandatul pe 21 decembrie. În prezent, este membru al Comisiei pentru drepturile omului, culte și problemele minorităților naționale din Camera Deputaților.